# Ґорише
Ґорише (пол. Gorysze) — село в Польщі, у гміні Цеханув Цехановського повіту Мазовецького воєводства.
Населення — 141 особа (2011).
У 1975-1998 роках село належало до Цехановського воєводства.

## Демографія
Демографічна структура станом на 31 березня 2011 року:
|          | Загалом | Допрацездатний вік | Працездатний вік | Постпрацездатний вік |
| -------- | ------- | ------------------ | ---------------- | -------------------- |
| Чоловіки | 72      | 11                 | 52               | 9                    |
| Жінки    | 69      | 14                 | 35               | 20                   |
| Разом    | 141     | 25                 | 87               | 29                   |